# Bùi Thế Duy
Bùi Thế Duy (sinh năm 1978) là chuyên gia khoa học tin học, chính trị gia nước Cộng hòa xã hội chủ nghĩa Việt Nam. Ông hiện là Ủy viên dự khuyết Ban Chấp hành Trung ương Đảng Cộng sản Việt Nam khóa XIII, Ủy viên Ban Cán sự Đảng, Thứ trưởng Bộ Khoa học và Công nghệ Việt Nam, Thành viên Ban Chỉ đạo Cải cách hành chính của Chính phủ Việt Nam. Ông nguyên là Chánh Văn phòng Bộ Khoa học và Công nghệ; Bí thư Đảng ủy, Giám đốc Học viện Thanh thiếu niên Việt Nam, Phó Chủ tịch Hội Liên hiệp Thanh niên Việt Nam.
Bùi Thế Duy là Đảng viên Đảng Cộng sản Việt Nam, học vị Tiến sĩ Tin học, học hàm Phó Giáo sư ngành Tin học. Ông là một nhà khoa học lĩnh vực công nghệ và tin học nhận được nhiều sự chú ý khi là phó giáo sư trẻ tuổi nhất được phong hàm, được nhận định là gương mặt trẻ tiêu biểu trong khoa học Việt Nam, cũng như hoạt động nghiên cứu khoa học khi còn giảng dạy và tham gia lãnh đạo lĩnh vực khoa học công nghệ trong chính trường.

## Xuất thân và giáo dục
Bùi Thế Duy sinh năm 1978 tại thủ đô Hà Nội, nguyên quán xã Yên Hồ, huyện Đức Thọ, tỉnh Hà Tĩnh. Năm 1993, sau khi tốt nghiệp trung học cơ sở từ Trường Trung học cơ sở Bế Văn Đàn, Đống Đa, Hà Nội, ông trúng tuyển và theo học phổ thông chuyên Tin tại Khối Trung học phổ thông chuyên Toán – Tin của Trường Đại học Tổng hợp Hà Nội, nay là bộ môn chuyên Toán, chuyên Tin của Trường Trung học phổ thông chuyên Khoa học Tự nhiên, Đại học Quốc gia Hà Nội. Trong giai đoạn học phổ thông chuyên Tin, ông hai lần liên tiếp giành giải Nhất Kỳ thi chọn học sinh giỏi quốc gia trung học phổ thông Việt Nam 1995 và 1996, đồng thời là thành viên của Đội tuyển Học sinh giỏi quốc gia tham dự Olympic Tin học Quốc tế (IOI). Tại hai kỳ Olympic là IOI 1995 ở Eindhoven, Hà Lan và IOI 1996 ở Veszprém, Hungary, ông đều giành Huy chương Đồng.
Năm 1996, Bùi Thế Duy được tuyển thẳng vào Đại học Quốc gia Hà Nội với thành tích xuất sắc thời phổ thông. Năm 1998, Bùi Thế Duy nhận học bổng toàn phần Australian Aid từ Chính phủ Úc, sang thành phố Wollongong, New South Wales, Úc, du học tại Đại học Wollongong, tốt nghiệp Cử nhân Tin học vào năm 2001. Sau đó, ông tiếp tục theo học nghiên cứu sinh tại Khoa Kỹ thuật Điện, Toán học và Khoa học Máy tính, Đại học Twente ở thành phố Enschede, Overijssel, Hà Lan, bảo vệ thành công luận án tiến sĩ đề tài "Creating Emotions and Facial Expressions for Embodied Agents" và trở thành Tiến sĩ Tin học vào năm 2004.

## Sự nghiệp

### Giáo dục khoa học
Năm 2004, sau khi trở thành tiến sĩ tin học, Bùi Thế Duy trở về Việt Nam, bắt đầu sự nghiệp của mình trong ngành giáo dục khi được tuyển dụng làm giảng viên Khoa Công nghệ thông tin của Trường Đại học Công nghệ, Đại học Quốc gia Hà Nội. Năm 2006, ông được bổ nhiệm làm Phó Chủ nhiệm bộ môn Mạng, Khoa Công nghệ thông tin và đảm nhiệm chức vụ Trưởng phòng Thí nghiệm tương tác Người – Máy (tương đương chủ nhiệm bộ môn) của Trường Đại học Công nghệ vào năm 2008. Năm 2009, ông được thăng chức thành Chủ nhiệm Khoa Công nghệ thông tin và được Hội đồng ngành Công nghệ thông tin của Hội đồng Giáo sư Nhà nước phong hàm Phó Giáo sư ngành Tin học vào tháng 11 cùng năm, khi 31 tuổi, trở thành phó giáo sư trẻ tuổi nhất Việt Nam khi được phong học hàm.
Cho đến năm 2011, Bùi Thế Duy giảng dạy ở Trường Đại học Công nghệ trong 7 năm, tập trung giáo dục và nghiên cứu khoa học, là chủ nhiệm của ba đề tại cấp bộ, cấp Đại học Quốc gia, tham gia hai đề tài nghiên cứu cấp Nhà nước. Ngoài ra, ông ba lần liên tiếp là huấn luyện viên đội tuyển sinh viên Việt Nam tham dự các kỳ thi Lập trình Sinh viên quốc tế ACM-ICPC (ACM International Collegiate Programming Contest), trong đó có đội Chicken dành giải Nhất vòng loại châu Á năm 2007, đội Dragon Coders và The Last Chance tham dự vòng chung kế ACM-ICPC thế giới năm 2008, 2009. Trong giai đoạn này, ông được trao nhiều giải thưởng về công nghệ thông tin, giảng viên và chiến sĩ thi đua giỏi.
Cuối năm 2011, Ban Bí thư Trung ương Đoàn Thanh niên Cộng sản Hồ Chí Minh tiếp nhận Bùi Thế Duy từ Đại học Quốc gia Hà Nội, bổ nhiệm ông làm Phó Giám đốc Học viện Thanh thiếu niên Việt Nam. Tháng 12, ông được bổ nhiệm làm Phó Chủ tịch Hội Liên hiệp Thanh niên Việt Nam, và kiêm nhiệm Chủ tịch Hội đồng huấn luyện Trung ương từ tháng 2 năm 2012, đồng thời vẫn là Phó Giám đốc Học viện Thanh thiếu niên. Tháng 12 năm 2012, ông được bầu làm Ủy viên Ban Chấp hành Trung ương Đoàn Thanh niên Cộng sản Hồ Chí Minh khóa X. Ngày 1 tháng 2 năm 2013, ông được bổ nhiệm làm Giám đốc Học viện Thanh thiếu niên Việt Nam nhiệm kỳ 2013 – 2018.

### Bộ Khoa học và Công nghệ
Tháng 9 năm 2014, Ban Chấp hành Trung ương Đoàn bàn giao cán bộ cho Bộ Khoa học và Công nghệ, và ngày 26 tháng 9 năm 2014, tại Hội nghị Giao ban tháng 9, Bộ trưởng Bộ Khoa học và Công nghệ Nguyễn Quân bổ nhiệm Bùi Thế Duy làm Chánh Văn phòng Bộ Khoa học và Công nghệ, vào Ban Cán sự Đảng và là Ủy viên Ban Thường vụ Đảng ủy Bộ Khoa học và Công nghệ. Ngày 12 tháng 4 năm 2018, Thủ tướng Nguyễn Xuân Phúc bổ nhiệm ông làm Thứ trưởng Bộ Khoa học và Công nghệ. Tháng 1 năm 2021, ông tham gia Đại hội Đại biểu toàn quốc Đảng Cộng sản Việt Nam lần thứ 13 và được bầu làm Ủy viên dự khuyết Ban Chấp hành Trung ương Đảng Cộng sản Việt Nam khóa XIII, nhiệm kỳ 2021 – 2026 vào ngày 30 tháng 1. Ở Bộ Khoa học và Công nghệ, ông phụ trách các lĩnh vực gồm đổi mới sáng tạo, công nghệ cao, hợp tác quốc tế và hội nhập quốc tế về khoa học và công nghệ, kiểm soát thủ tục hành chính, ứng dụng công nghệ thông tin, xây dựng Chính phủ điện tử; chỉ đạo trực tiếp Vụ Công nghệ cao, Vụ Hợp tác quốc tế, Cục Công tác phía Nam, Văn phòng Bộ; chỉ đạo một số đơn vị khác như VnExpress, Nhà xuất bản Khoa học và Kỹ thuật, Văn phòng Ủy ban Vũ trụ Việt Nam. Ngoài ra, ông cũng kiêm nhiệm vị trí Thành viên Ban Chỉ đạo Cải cách hành chính của Chính phủ Việt Nam, Tổ trưởng Tổ Thông tin Đáp ứng nhanh phòng, chống Covid-19 của Ban Chỉ đạo Quốc gia phòng chống dịch COVID-19.

## Giải thưởng
Trong sự nghiệp của mình, Bùi Thế Duy nhận được những giải thưởng như:
- Giải thưởng Quả cầu vàng lĩnh vực Công nghệ thông tin của Trung ương Đoàn và Bộ Khoa học và Công nghệ, 2006;[20]
- Giải thưởng Nhà khoa học trẻ của Đại học Quốc gia Hà Nội, 2008;
- Bằng khen của Giám đốc Đại học Quốc gia Hà Nội;
- Bằng khen của Hội Tin học Việt Nam;
- Một trong 10 Công dân thủ đô ưu tú của Hà Nội, 2011;[21]

## Công trình khoa học
- Bui, T. D. (2004), Creating Emotions and Facial Expressions for Embodied Agents (PDF), University of Twente. ISBN 90-75296-10-X.
- Bùi Thế Duy (chủ nhiệm, 2005–06), Xây dựng các khuôn mặt nói tiếng Việt phục vụ cho tương tác người – máy, Bộ Khoa học và Công nghệ.[22]
- Bùi Thế Duy (chủ nhiệm, 2006), Nghiên cứu chế tạo hệ thống thiết bị giám sát tình trạng bệnh nhân, Sở Khoa học và Công nghệ Hà Nội.[23]
- The Duy Bui, Tuong Vinh Ho, Quang Thuy Ha (2009), Intelligent Agents and Multi-Agent Systems, 11th Pacific Rim International Conference on Multi-Agents, PRIMA 2008, Hà Nội. ISBN 978-3-540-89674-6.[24]
- Bùi Thế Duy (2009), Đồ họa máy tính, Nhà xuất bản Đại học Quốc gia Hà Nội.
- Hồ Sĩ Đàm (chủ biên), Bùi Thế Duy (2012), Lập trình cơ bản với C, Nhà xuất bản Đại học Quốc gia Hà Nội.